# Мори, Риё
Риё Мори (яп. 森 理世 Мори Риё, род. 24 декабря 1986 года в Сидзуоке) — японская модель, королева красоты, учительница танцев, победительница конкурсов «Мисс Вселенная Япония» 2007 года и Мисс Вселенная 2007 года.
Работает в компании , представляющую Японию на конкурсах красоты. Она вышла замуж 28 августа, 2018 года  за американского адвоката Брента Каспера. В 2021 году родила дочь.